# Aristide Cavallari

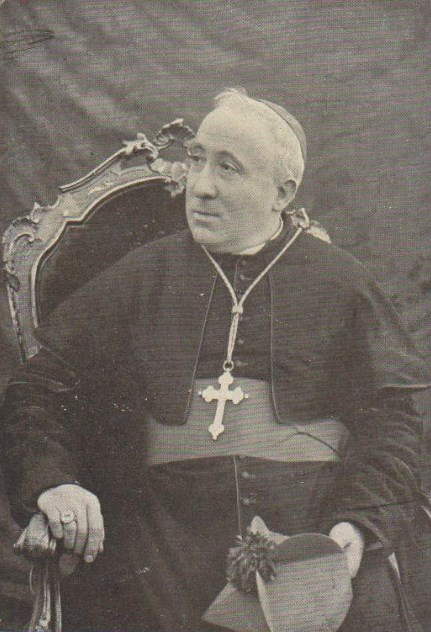
Aristide Kardinal Cavallari, Patriarch von Venedig (1914)

Aristide Kardinal Cavallari (* 8. Februar 1849 in Chioggia, Königreich Lombardo-Venetien; † 24. November 1914 in Venedig) war ein italienischer Geistlicher und Patriarch von Venedig.

## Leben
Aristide Cavallari erhielt seine Ausbildung im Seminar von Chioggia und in Venedig. Am 27. September 1872 empfing er das Sakrament der Priesterweihe und wurde anschließend als Gemeindeseelsorger in Venedig eingesetzt.
Am 18. August 1903 ernannte ihn Papst Pius X. zum Titularbischof von Philadelphia in Lydia und zum Weihbischof in Venedig. Die Bischofsweihe empfing Aristide Cavallari durch Francesco Kardinal Satolli, Mitkonsekratoren waren Jeremy James Harty, Erzbischof von Manila, und Paolo Maria Barone, emeritierter Bischof von Casale Monferrato. 1904 wurde er zunächst Generalvikar, wenige Monate darauf Patriarch von Venedig. Am 15. April 1907 nahm ihn der Papst als Kardinalpriester mit der Titelkirche Santa Maria in Cosmedin (pro hac vice) in das Kardinalskollegium auf. Aristide nahm am Konklave des Jahres 1914 teil.
Er starb am 24. November 1914 und wurde auf dem Friedhof „S. Michele“ in Venedig bestattet. 1957 wurden seine Gebeine in die Kathedrale von Venedig übertragen.